# Алмашу (комуна)
Алмашу (рум. Almașu) — комуна у повіті Селаж в Румунії. До складу комуни входять такі села (дані про населення за 2002 рік):
- Алмашу (1158 осіб) — адміністративний центр комуни
- Бебіу (66 осіб)
- Жебуку (444 особи)
- Кутіш (69 осіб)
- Местякену (407 осіб)
- Петрінзел (165 осіб)
- Стана (198 осіб)
- Сфераш (138 осіб)
- Цеуду (208 осіб)

Комуна розташована на відстані 361 км на північний захід від Бухареста, 27 км на південь від Залеу, 40 км на північний захід від Клуж-Напоки.

## Населення
За даними перепису населення 2002 року у комуні проживали 2853 особи.
Національний склад населення комуни:
| Національність | Кількість осіб | Відсоток |
| -------------- | -------------- | -------- |
| румуни         | 1656           | 58,0%    |
| угорці         | 1008           | 35,3%    |
| цигани         | 186            | 6,5%     |
| словаки        | 2              | 0,1%     |
| німці          | 1              | < 0,1%   |

Рідною мовою назвали:
| Мова      | Кількість осіб | Відсоток |
| --------- | -------------- | -------- |
| румунська | 1843           | 64,6%    |
| угорська  | 1007           | 35,3%    |
| словацька | 2              | 0,1%     |
| циганська | 1              | < 0,1%   |

Склад населення комуни за віросповіданням:
| Релігія        | Кількість осіб | Відсоток |
| -------------- | -------------- | -------- |
| православні    | 1643           | 57,6%    |
| реформати      | 1020           | 35,8%    |
| греко-католики | 107            | 3,8%     |
| баптисти       | 31             | 1,1%     |
| п'ятдесятники  | 29             | 1,0%     |
| римо-католики  | 13             | 0,5%     |
| унітарії       | 2              | 0,1%     |
| мусульмани     | 1              | < 0,1%   |
| не релігійні   | 1              | < 0,1%   |